# Альберче
Альбе́рче (исп. Río Alberche) — река в провинциях Авила, Мадрид и Толедо, в центральной Испании.
Альберче берёт своё начало на высоте 1800 м в Фуэнте-Альберче, Сан-Мартин-де-ла-Вега-дель-Альберче, провинция Авила. Он образует долину между горными массивами Сьерра-де-Гредос и Сьерра-де-Гвадаррама, в системе Центральная Кордильера.
Альберче течёт с северо-запада на юго-восток и на середине резко меняет направление от северо-востока на юго-запад. На реке есть город Талавера-де-ла-Рейна. По течению реки можно встретить дамбы — Бургульо, Чарко-дель-Кура, Сан-Хуан и Пикадас, Касалегас. По берегу Альберче тянется песчаный пляж, излюбленное место для отдыхающих из Мадрида.

## Притоки
- Кофио
- Пералес